# Vinicio Villani
Pour les articles homonymes, voir Villani.
Vinicio Villani (né en 1935 à Lussinpiccolo, aujourd'hui Croatie ; mort le 3 février 2018) est un mathématicien italien spécialisé dans les biomathématiques, la géométrie, la topologie et l'enseignement des mathématiques.

## Formation et carrière
Villani étudie les mathématiques à l'École normale supérieure de Pise de Pise à partir de 1953 avec la Laurea de l'Université de Pise en 1957. À partir de 1966, il occupe la chaire de géométrie aux universités de Gênes et de Pise. Il passe ensuite à la chaire de didactique des mathématiques. Il enseigne des cours de biostatistique à la faculté de médecine. Il enseigne ensuite à la Scuola di Specializzazione per Insegnanti Secondari della Toscana à Pise.

## Activités institutionnelles
De 1982 à 1988, il est président de l'Union mathématique italienne. De 1974 à 1979, il est président de la Commission internationale de l'enseignement mathématique (ICMI).

## Publications
- avec Graziano Gentili: Matematica, Comprendere e interpretare fenomeni delle scienze della vita, 5. éd, McGraw Hill 2012.
- (éd) avec Carmelo Mammana: Perspectives on the Teaching of Geometry for the 21st Century. An ICMI study, Kluwer 1998
- (éd): Differential Topology, CIME Summer Schools Neapel 1976, Springer 2011 (Réimpr de l'édition de 1979)
- (éd):  Complex Geometry and Analysis : Proceedings of the International Symposium in honour of Edoardo Vesentini held in Pisa (Italy), May 23-27, 1988, Springer, Lecture Notes in Mathematics 1422, 1990
- Cominciamo da 0 (Pitagora, 1e éd. 2003)
- Cominciamo dal punto (Pitagora, 2006)
- avec Claudio Bernardi, Sergio Zoccante, Roberto Porcaro: Non solo calcoli : Domande e risposte sui perché della matematica, Springer: Milan 2012.